# Victor Capesius
Victor Capesius (7 février 1907 - 20 mars 1985) est un SS-Sturmbannführer au camp de concentration et d'extermination d'Auschwitz. 

## Biographie
Il est le fils d'un médecin pharmacien, il commence ses études universitaires en 1924 à l'université de Cluj. Il travaille à l'Université de Vienne et en 1933 il reçoit un doctorat en pharmacie. Il se marie en 1934 et travaille pour une filiale d'IG Farben qui vend des produits aux médecins et aux pharmaciens.
Au début de la Seconde Guerre mondiale en 1939, il rejoint l'armée roumaine et obtient le grade de capitaine dans un hôpital militaire.
Comme Allemand, il rejoint la Waffen-SS en 1940. Il est envoyé au camp de concentration de Dachau en septembre 1943, il y travaille jusqu'à son transfert au camp de concentration d'Auschwitz en février 1944. À Auschwitz, il travaille comme pharmacien jusqu'à l'évacuation en janvier 1945. Il travaille en étroite collaboration avec Josef Mengele et, ensemble, ils sont impliqués dans la sélection des détenus pour la chambre à gaz. À Auschwitz, il passe au rang de SS-Sturmbannführer et en novembre 1944 il est responsable des produits chimiques utilisés dans l'extermination des Juifs, tels que le phénol et Zyklon B. L'année où 400 000 juifs hongrois sont assassinés,.
Après la libération du camp de concentration d'Auschwitz, il se cache et est arrêté par les britanniques, il est libéré un an après. Il commence à étudier l'ingénierie électrique à l'Université technique de Stuttgart. Lors d'une visite à Munich en 1946, il est reconnu par un ancien prisonnier d'Auschwitz et est arrêté par la police militaire américaine et interné dans les camps de Ludwigsburg. Il est libéré en août 1947 et trouve un emploi dans une pharmacie de Stuttgart. En octobre 1950, il ouvre une pharmacie à Göppingen et un salon de beauté à Reutlingen.
Il est arrêté à Göppingen au début de décembre 1959 et reste en détention jusqu'en 1965. Le 20 août 1965, il est inculpé dans le procès de Francfort. Il est accusé d'avoir aidé et encouragé le meurtre d'au moins 2 000 personnes. Il est condamné à neuf ans de prison. Il purge trois ans et est libéré de prison en janvier 1968. 
Le 20 mars 1985, Capesius décède de mort naturelle à Göppingen, à l'âge de 78 ans. Il laisse derrière lui son épouse, Friederike « Fritzi » (1907-1998), et ses trois filles. Capesius est enterré au cimetière principal de Göppingen. Sa veuve et une de ses filles reposent à ses côtés. À quelques mètres de la tombe familiale se trouve la section juive du cimetière, qui commémore également plusieurs personnes assassinées à Auschwitz.